# Nascheiding

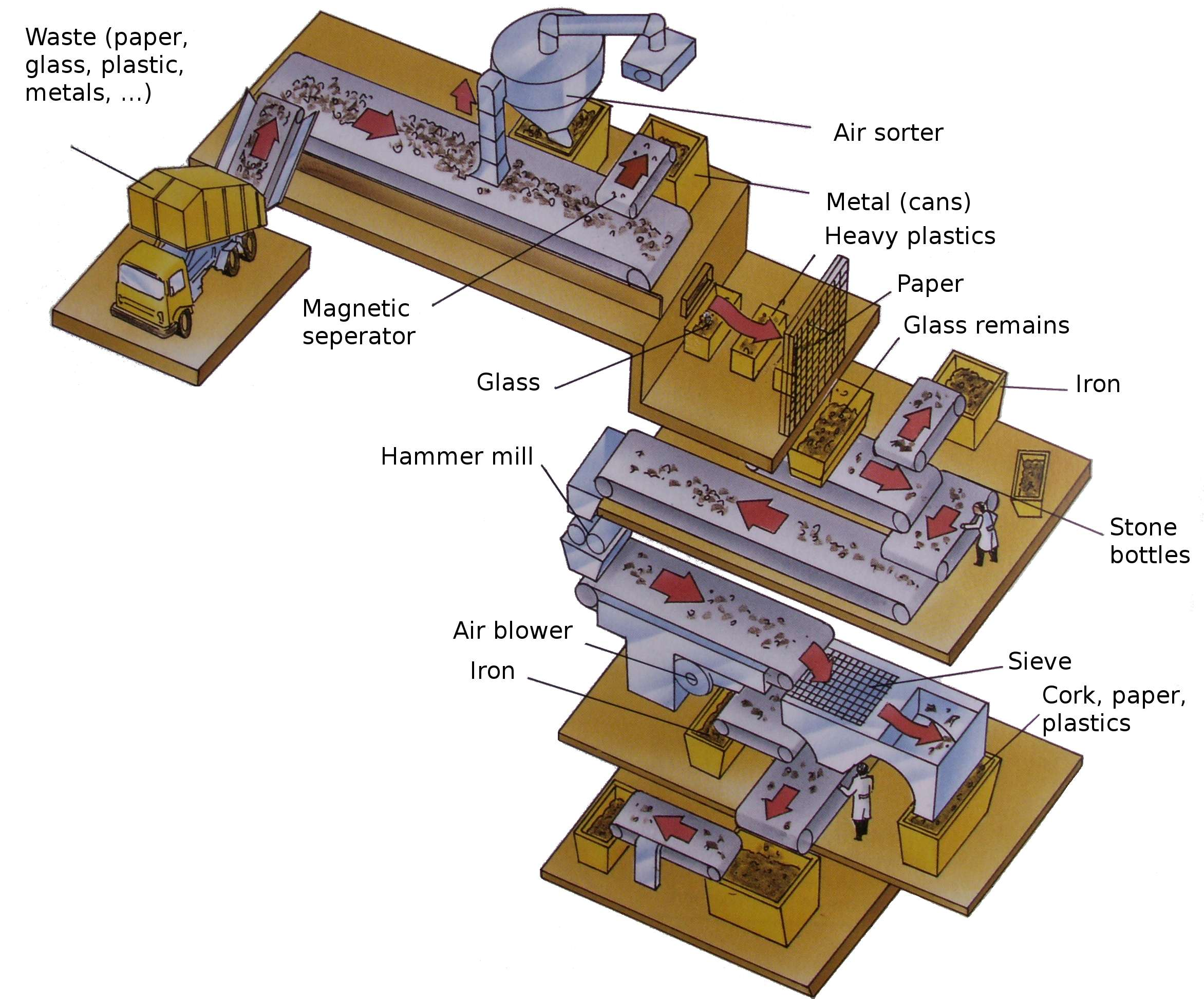
Nascheiding volgens het principe van mechanische scheiding

Nascheiding is een vorm van afvalscheiding waarbij afval niet gescheiden wordt ingeleverd, maar waarbij het afval wordt gescheiden door de afvalverwerker. 
Bij nascheiding kan het recycleerbare afval in dezelfde container als het restafval. Hierdoor is er slechts één vervoersbeweging nodig om het vuil van de producent af te voeren. Volgens hoogleraar Raymond Gradus is een machine bij het scheiden van afval ook beter in staat om de verschillende soorten plastic te herkennen dan mensen. Nadeel is de extra energie die het kost om het bruikbare product uit de afvalstroom te halen. Technologische vooruitgang maakt de nascheidingsinstallaties steeds beter.
Wanneer afval direct gescheiden wordt ingezameld, wordt het bronscheiding genoemd. Nascheiding kreeg hernieuwde belangstelling als een manier om de problemen die ontstaan door brongescheiden inzamelingssystemen zoals diftar aan te pakken. Daarmee worden de problemen voorkomen die ontstaan doordat consumenten bij diftar betalen voor het restafval. Het idee van diftar is dat mensen zo goed mogelijk hun afval scheiden omdat men als vervuiler betaalt. In praktijk vormt dit echter een perverse prikkel waarbij de overtreder bespaart door afval niet op de verplichte wijze aan te bieden.
Traditioneel zijn er twee methoden: handmatig en mechanisch-biologische scheiding. De hernieuwde belangstelling voor nascheiding hangt ook samen met de technologische ontwikkelingen op het gebied van de tweede methode.

## Verwerkingsproces
Een nascheidingsinstallatie scheidt de recycleerbare materialen van het overige restafval. De gesorteerde recycleerbare materialen kunnen daarna verdere verwerking ondergaan om te voldoen aan technische eisen die de kopers van deze grondstoffen eraan stellen, terwijl de rest van de gemengde afvalstroom wordt verbrand. 

## Nascheiding combineren met bronscheiding
Er zijn grondstoffen die niet of slecht nagescheiden kunnen worden zoals papier en organisch afval. Nascheiding komt er daarom vaak op neer dat plastic, blik en drankkartons bij het restafval kunnen maar dat papier, GFT en glas nog steeds gescheiden worden ingeleverd.